# Digitally Imported
Digitally Imported (DI ou DI Radio) est une webradio diffusant plusieurs types variés de musique électronique parmi un choix d'environ 92 canaux en streaming. Elle a été fondée en 1999, à l'origine comme un projet libre, par Ari Shohat et fut l'une des premières stations de webradio,,,. Elle est souvent apparue dans les listes des meilleures stations de radio diffusant de la musique électronique en ligne,,,,, et a reçu le titre de Meilleure station de radio globale lors du Winter Music Conference en mars 2010.
La société Digitally Imported, Inc. diffuse également 250 canaux d'autres styles de musique non électronique, comme du jazz et de la pop, sur la radio sœur de Digitally Imported.
Digitally Imported a participé aux manifestations du Jour du silence organisées en réaction à la hausse des taxes sur les webradios en 2002 et 2007,. En juillet 2009, Digitally Imported, radioIO et AccuRadio sont parvenues à un accord de partage de revenus avec le collecteur de taxes SoundExchange, leur permettant d'assurer le versement des droits des artistes,,.
Le 8 janvier 2025, Ari Shohat annonce par e-mail aux abonnés de Digitally Imported que la webradio va opter en février 2025 pour un modèle avec abonnement. Il n'y aura plus de version gratuite avec publicité. Les raisons de ce changement sont évoquées dans cet e-mail : la hausse des coûts des redevances rend le streaming financé par la publicité insoutenable et la baisse des revenus publicitaires ne suffit plus à couvrir ces coûts[réf. nécessaire].

## Diffusion
L'ensemble des flux audio de Digitally Imported sont accessibles via un site internet, via l'application DI disponible sur à peu près tous les OS mobiles. Ils peuvent par ailleurs être accédés avec n'importe quel lecteur MP3 ou AAC (physique ou logiciel) capable de se connecter aux serveurs.

## Les chaînes
| Digitally Imported | RadioTunes | ROCKRADIO | JAZZRADIO | ClassicalRadio |
| --- | --- | --- | --- | --- |
| - 00s Club Hits - Ambient - Atmospheric Breaks - Bass & Jackin' House - Bassline - Big Beat - Big Room House - Breaks - ChillHop - Chillout - Chillout Dreams - Chillstep - Chill & Tropical House - Classic EuroDance - Classic EuroDisco - Classic Trance - Classic Vocal Trance - Club Dubstep - Club Sounds - Dark DnB - Dark PsyTrance - Deep House - Deep Nu-Disco - Deep Tech - Detroit House & Techno - Disco House - DJ Mixes - Downtempo Lounge - Drum and Bass - Drumstep - Dub - Dubstep - Dub Techno - EBM - EcLectronica - Electro House - Electronic Pioneers - Electronics - Electropop - Electro Swing - Epic Trance - EuroDance - Funky House - Future Bass - Future Garage - Future Synthpop - Gabber - Glitch Hop - Goa-Psy Trance - Hands Up - Hardcore - Hard Dance - Hardstyle - Hard Techno - House - IDM - Indie Beats - Indie Dance - Jungle - Jazz House - Latin House - Liquid DnB - Liquid Dubstep - Liquid Trap - Lounge - Mainstage - Melodic Progressive - Minimal - Nightcore - Nu Disco - Oldschool Acid - Oldschool House - Oldschool Rave - Oldschool Techno & Trance - Progressive - Progressive Psy - Psybient - PsyChill - Russian Club Hits - Soulful House - Synthwave - Space Dreams - Tech House - Techno - Trance - Trap - Tribal House - UMF Radio - Underground Techno - Vocal Chillout - Vocal Lounge - Vocal Trance | - 00s Hits - 00s Country - 00s R&B - 60s Hits - 70s Hits - 80s Alt & New Wave - 80s Dance - 80s Hits - 90s Country - 90s Hits - 90s R&B - Ambient - American Songbook - Bolero - Bossa Nova - Classic Christmas - Classic Hip-Hop - Classic Motown - Club Bollywood - Contemporary Christian - Country - Cuban Lounge - Dance Hits - Dave Koz & Friends - DaTempo Lounge - Disco Party - Dreamscapes - Flamenco - Halloween - Holiday Smooth Jazz - Jazz Classics - Jpop - Latin Pop Hits - Love Music - Meditation - Modern Blues - Mostly Classical - Movie Soundtracks - Nature - New Age - Norteña - Old School Funk & Soul - Oldies - Pop Christmas - Reggaeton - Relaxation - Relaxing Ambient Piano - Romantic Period - Romantica - Romántica Latina - Roots Reggae - Salsa - Sleep Relaxation - Slow R&B - Smooth Beats - Tango - Top Hits - Urban Hits - Urban Pop Hits - Vocal New Age - Vocal Smooth Jazz - World | - 00s Rock - 60s Rock - 70s Rock - 80s Alternative - 80s Rock - 90s Alternative - 90s Rock - Alternative Rock - Black Metal - Blues Rock - Classic Hard Rock - Classic Metal - Classic Rock - Death Metal - Grunge - Hair Bands - Hard Rock - Heavy Metal - Indie Rock - Industrial - Latin Rock - Melodic Death Metal - Metal - Metalcore - Modern Rock - Nu Metal - Pop Rock - Power Metal - Progressive Rock - Punk Rock - Rock Ballads - Screamo-Emo - Soft Rock - Symphonic Metal - Thrash Metal | - Bass Jazz - Bebop - Blues - Blues Rock - Bossa Nova - Classic Jazz - Contemporary Vocals - Cool Jazz - Current Jazz - Dave Koz & Friends - Flamenco Jazz - Fusion Lounge - Guitar Jazz - Gypsy Jazz - Hard Bop - Holiday Jazz - Holiday Smooth Jazz - Jazz Ballads - Latin Jazz - Mellow Jazz - Mellow Piano Jazz - Mellow Smooth Jazz - Modern Big Band - Paris Café - Piano Jazz - Piano Trios - Saxophone Jazz - Sinatra Style - Smooth Bossa Nova - Smooth Jazz - Smooth Jazz 24'7 - Smooth Lounge - Smooth Uptempo - Smooth Vocals - Straight-Ahead - Swing & Big Band - Timeless Classics - Trumpet Jazz - Vibraphone Jazz - Vocal Legends | - 20th Century - 21st Century - Adagios - Bach - Ballets - Baroque Period - Beethoven - Brahms - Cello Works - Chamber Works - Chopin - Choral Works - Classical Guitar Works - Classical Period - Classical Piano Trios - Classical Relaxation - Concertos - Contemporary Period - Easy Classical - Flute Works - Gregorian Chant - Grieg - Handel - Harpsichord Works - Haydn - Medieval Period - Mozart - Opera Highlights - Operas - Orchestral Works - Organ Works - Overtures - Piano Works - Renaissance Period - Romantic Period - Sacred Works - Schubert - Shostakovich - Solo Instruments - Solo Piano - Sonatas - Songs & Lieder - String Works - Symphonies - Tchaikovsky - Trumpet Works - Violin Works - Vivaldi - Waltzes, Polkas & Marches - Wind Works |

## Récompenses
- Winter Music Conference
  - International Dance Music Awards (IDMA) - Best Radio Station (Global) : récompense en 2010 ; nomination en 2004, 2006, 2007, 2009, 2011, 2012
  - International Dance Music Awards (IDMA) - Best Music App ; récompense en 2011 ; nomination en 2012